# Cratere Russell (Luna)
Russell è un grande cratere lunare di 103,37 km situato nella parte nord-occidentale della faccia visibile della Luna.
Il cratere è dedicato agli astronomi statunitense Henry Norris Russell e britannico John Russell.